# Asteroscopus fusca
Asteroscopus fusca là một loài bướm đêm trong họ Noctuidae.